# Ron Cacique

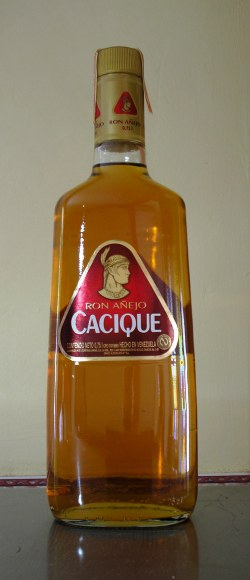
Botella de ron Cacique

Ron Cacique es una marca comercial de ron venezolano creada por los fundadores de Licorerías Unidas. Cacique es actualmente propiedad de la empresa de licores Diageo, quien la distribuye en Venezuela, España, Chile, Ecuador, México e Italia.
A finales de los años 50 Licorerías Unidas, una empresa fundada por Gustavo Vegas León e hijos (Sucesores de Don Tomás Sarmiento), quienes luego asociados con las distribuidoras Benedetti, Chumaceiro y Morris E. Curiel y junto con la canadiense Seagram’s Company, comienzan a envejecer un ron ligero en la Hacienda Saruro en La Miel, Estado Lara al occidente de Venezuela. La diferencia fundamental entre el nuevo producto y el resto de los rones producidos en el Caribe radicaba en la maduración del ron, en el primero el proceso se realiza en dos años y en el resto el tiempo aproximado es de seis meses. La empresa comienza a producir su ron con sus plantaciones de caña y reservas de agua mineral propias. Así en diciembre de 1961 la compañía Licorerías Unidas lanza al mercado venezolano el ron Cacique que se produce a partir de la fase de destilación de donde se obtienen siete tipos de rones y que luego combinados crean el ron Cacique. También, como para todos los rones venezolanos está prohibido en Venezuela cambiar la mezcla del ron para cambiar el color, sabor y aroma de manera artificial.
La Seagram’s Company, que era accionista mayoritaria de Licorerías Unidas desde 1959, decide adquirir la totalidad de las acciones de la empresa venezolana en 1992, año en que la crisis económica y política de Venezuela había llegado a los niveles más elevados, y que a consecuencia de ello había reducido la capacidad de consumo del consumidor. Además de la crisis de la época el segmento de rones en Venezuela debía enfrentar la competencia en el mercado del whisky importado y de otras bebidas alcohólicas que comenzaban a crecer en el mercado, por ello se optó por buscar otras fuentes de ingresos y se decide exportar el producto a España y algunos países de Latinoamérica. Ese mismo año en conmemoración a la llegada de los españoles a América se lanza al mercado la edición Cacique 500 Años.
En 2001 Seagram Venezuela es adquirida por Diageo, pasando a comercializar todas sus marcas, entre ellas Cacique. Un año después Cacique se convierte en la marca líder del mercado venezolano desplazando a su principal competidor Ron Santa Teresa.

## Productos
- Cacique Ron Añejo
- Ron Cacique 500 Años
- Ron Cacique Blanco
- Ron Cacique Antiguo
- Cacique Origen Extra Añejo
- Cacique Mojito
- Cacique Libre (Bebida tipo cubalibre lista para tomar)
- Cacique Ron Blanquito
- Cacique Margarita
- Cacique Rojo
- Cacique sin alcohol.
- Cacique Leyenda
- Cacique Moneda de Oro (Bebida espirituosa seca)
- Cacique Azul